# Карл Перкінс
Карл Лі Перкінс (англ. Carl Lee Perkins; 9 квітня 1932, Тіптонвіл, Теннессі — 19 січня 1998, Джексон, Теннессі) — піонер жанру рокабілі, перші записи якого здійснено у фоностудії «Сан-Рекордс» у 1954 році: рокабілі є сумішшю ритм-енд-блюз і кантрі.
Відомий своїми піснями: «Blue Suede Shoes» [Архівовано 30 вересня 2007 у Wayback Machine.] «Matchbox» [Архівовано 30 вересня 2007 у Wayback Machine.] «Put Your Cat Clothes On» [Архівовано 29 вересня 2007 у Wayback Machine.] «Honey, Don't» [Архівовано 29 вересня 2007 у Wayback Machine.]